# Dolneni
Dolneni (Macedonisch: Долнени) is een gemeente in Noord-Macedonië.
Dolneni telt 13.568 inwoners (2002). De oppervlakte bedraagt 412,43 km², de bevolkingsdichtheid is 32,9 inwoners per km².